# 李金发 (1964年)
李金發（1964年12月—），男，汉族，湖北应城人，中华人民共和国政治人物。曾任自然资源部党组成员，中国地质调查局党组书记、局长。第十四届全国政协委员。